# أغنس غري
أغنس غري (بالإنجليزية: Agnes Grey) هي رواية للكاتبة الإنجليزية آن برونتي، نشرت لأول مرة في ديسمبر عام 1847، وأعيد نشرها في طبعة ثانية عام 1850.

## القصة
تتبع الرواية قصة شخصية العنوان أغنس غري، وهي مربية تعمل مع أسر من طبقة النبلاء الإنجليزية. تدل البحوث والتعليقات التي كتبتها شارلوت برونتي (أخت آن) إلى أن الأخيرة استلهمت الرواية من خبرتها الشخصية كمربية لخمس سنوات. وكما حدث مع رواية جين أير لأختها شارلوت، تعالج آن الوضع الحرج للمربية في الرواية وكيف تؤثر عليها كامرأة شابة.
سمح اختيار الشخصية المركزية لآن أن تتعامل مع قضايا الظلم والاعتداء على النساء والمربيات والعزلة وأفكار التعاطف. ومن بين الموضوعات الإضافية هو المعاملة الحسنة للحيوانات. تحاكي الرواية أيضا بعض المقاربات الأسلوبية من روايات البلوغ، وتوظف أفكار نمو الشخصية وتقدمها نحو البلوغ، ولكن تمثل شخصية لا تكتسب الفضائل في الواقع.
أشاد الروائي الأيرلندي جورج مور برواية أغنس غري بوصفها "عمل مثالي للسرد النثري في الأدب الإنجليزي"، وذهب أبعد من ذلك لمقارنة أدب آن بأدب جين أوستن. كما أعجب النقاد الحديثون بالرواية وإن أثنوا عليها بشكل أقل من مور.

## روابط خارجية
- أغنس غري على موقع الموسوعة البريطانية (الإنجليزية)